# Cinque ore disperate
Cinque ore disperate è un film del 1958 scritto, diretto e prodotto da Jack L. Copeland.

## Trama
Meritville è un'anonima cittadina in cui l'unico stabilimento è un vasto e minaccioso impianto industrial-militare in cui si producono gas volatili per razzi. Uno sconosciuto, rompendo la recinzione, riesce a penetrare di notte nello stabilimento e, dopo aver ucciso un custode, porta via 10 tubi di dinamite. Il direttore Mike Brand si reca immediatamente sul posto, dove lo attendono un'altra guardia, Bill, il sovrintendente Jack Fife e un agente federale, Ken Archer.
Arriva una telefonata dallo sconosciuto, che minaccia Brand comunicandogli che presto tornerà; il direttore fa in tempo a riconoscere la voce, che è di Burt Nash, un operaio che lavorava per loro ma che era stato licenziato perché sorpreso a fumare in presenza di gas pericolosi. Mentre viene dato l'allarme, Nash si introduce in casa del direttore e prende in ostaggio moglie e figlio. Per vendicarsi per il licenziamento, il suo progetto è trasformarsi in una bomba umana, avvolgendosi intorno al petto i candelotti di dinamite, e innescare un'esplosione che raderà al suolo la città scatenando nubi di gas mortale. Brand, aiutato dall'agente federale e da uno psicologo, deve negoziare con lo squilibrato e prendere cinque ore, il tempo necessario per far defluire il gas da un'enorme cisterna, in modo da limitare i danni dell'eventuale esplosione.
Arrivato nello stabilimento, Nash si fa scudo della moglie e del figlio del direttore e sale in cima alla cisterna piena di carburante. Il direttore lo segue e ingaggia una feroce lotta, facendolo cadere dall'alto. Nella caduta la dinamite esplode e Nash resta ucciso. Brand e la sua famiglia sono finalmente salvi e il pericolo di una esplosione catastrofica viene scongiurato.

## Produzione
Il film fu sceneggiato, diretto e prodotto da Jack L. Copeland, un ex-operatore di macchina al servizio dell'esercito americano durante la guerra. Questo film, ispirato dalla paranoia degli anni '50 per la guerra fredda e per la minaccia termonucleare, resta l'unico film commerciale realizzato dal regista, che successivamente ha lavorato solo nel mondo della cinematografia industriale.
Le riprese ebbero luogo negli studi di Hollywood nel mese di dicembre 1957.